# Level Up (песня)
«Level Up» — песня американской соул-певицы Сиары, вышедшая 18 июля 2018 года как первый сингл с её седьмого студийного альбома Beauty Marks.

## История
В США песня дебютировала 4 августа 2018 года на позиции № 77 в хит-параде Billboard Hot 100. Также она дебютировала на № 5 в цифровом чарте Digital Songs, став для Сиары её шестым хитом в десятке лучших в этом чарте.
26 июля вышел официальный ремикс песни при участии Мисси Эллиотт и Fatman Scoop. Ранее они работали над синглом Эллиотт «Lose Control».

## Музыкальное видео
Официальное музыкальное видео появилось 18 июля 2018 года при участии танцевальной группы ReQuest Dance Crew (Новая Зеландия) под руководством хореографа Parris Goebel, которая также принимала участие в качестве танцора. За первые 24 часа релиза видео стало № 1 среди премьерных клипов Youtube.

## Список треков
- Digital download[13]

1. «Level Up» — 3:24

- Digital download — remix[14]

1. «Level Up» (ремикс при участии Мисси Эллиотт и Fatman Scoop) — 3:49

## Чарты
| Чарт (2018)                                                | Высшая позиция |
| ---------------------------------------------------------- | -------------- |
| Бельгия/Фландрия (Ultratip Bubbling Under)                 | 34             |
| Бельгия/Фландрия (Ultratop Urban)                          | 27             |
| Франция (SNEP)                                             | 88             |
| Венгрия (Single Top 40)                                    | 36             |
| Новая Зеландия (RMNZ)                                      | 7              |
| Словакия (Singles Digitál Top 100)                         | 42             |
| Великобритания (UK Singles Sales, Official Charts Company) | 79             |
| США (Billboard Hot 100)                                    | 59             |
| США (Billboard Hot R&B/Hip-Hop Songs)                      | 23             |

## Сертификации
| Регион                                                                      | Сертификация  | Продажи   |
| --------------------------------------------------------------------------- | ------------- | --------- |
| Франция (SNEP)                                                              | Золотой       | 100 000   |
| Польша (ZPAV)                                                               | Золотой       | 25 000    |
| Великобритания (BPI)                                                        | Серебряный    | 200 000   |
| США (RIAA)                                                                  | 2× Платиновый | 2 000 000 |
| Данные о продажах + прослушиваниях приведены только на основе сертификации. |               |           |